# Reprezentacja Irlandii na Mistrzostwach Świata w Narciarstwie Klasycznym 2007
Reprezentacja Irlandii na Mistrzostwach Świata w Narciarstwie Klasycznym 2007 liczyła 1 sportowca. Najlepszym wynikiem było 76. miejsce Rorry'ego Morrisa w sprincie mężczyzn.

## Medale

### Złote medale
Brak

### Srebrne medale
Brak

### Brązowe medale
Brak

## Wyniki

### Biegi narciarskie mężczyzn
Sprint
- Rory Morrish - 76. miejsce

Bieg na 15 km
- Rory Morrish - 111. miejsce

Bieg na 30 km
- Rory Morrish - nie ukończył

Bieg na 50 km
- Rory Morrish - zdublowany